# Mauro Cejas
Mauro Emiliano „Pitu” Cejas (ur. 24 sierpnia 1985 w Adrogué) – argentyński piłkarz z obywatelstwem meksykańskim występujący na pozycji ofensywnego pomocnika.
Jego brat Sebastián Cejas i dziadek Agustín Cejas również byli piłkarzami.

## Kariera klubowa
Cejas pochodzi z miejscowości Adrogué w aglomeracji stołecznego Buenos Aires i jest wychowankiem lokalnego zespołu Club Atlético Temperley. Do pierwszej drużyny, występującej wówczas w trzeciej lidze argentyńskiej, został włączony jako siedemnastolatek. Początkowo pełnił rolę rezerwowego, jednak po upływie kilku miesięcy został podstawowym piłkarzem ekipy, której barwy reprezentował ogółem przez dwa i pół roku. Mimo iż nie zdołał osiągnąć z Temperley większych sukcesów w Primera B Metropolitana i nie wywalczył z nią awansu do drugiej ligi, to jego udane występy w styczniu 2005 zaowocowały transferem do pierwszoligowego klubu Newell’s Old Boys z siedzibą w Rosario. W jego barwach za kadencji szkoleniowca Arsenio Ribeki zadebiutował w argentyńskiej Primera División, 3 kwietnia 2005 w przegranym 3:4 spotkaniu z Instituto, jednak miejsce w wyjściowym składzie osiągnął dopiero po upływie roku. Premierowego gola w lidze argentyńskiej strzelił 6 maja 2005 w przegranej 2:3 konfrontacji z Gimnasią La Plata, zaś ogółem w Newell’s grał bez poważniejszych osiągnięć przez dwa i pół roku.
Latem 2007 Cejas za sumę dwóch milionów dolarów przeszedł do meksykańskiego zespołu Tecos UAG z miasta Guadalajara. W meksykańskiej Primera División zadebiutował 3 sierpnia 2007 w przegranym 1:4 meczu z Pachucą i od razu został kluczowym zawodnikiem formacji ofensywnej. Pierwszą bramkę w lidze meksykańskiej zdobył 7 września tego samego roku w wygranym 2:1 pojedynku z Jaguares, a po upływie roku został wypożyczony do drużyny CF Monterrey. Tam występował przez sześć miesięcy, pełniąc wyłącznie rolę rezerwowego, po czym w maju 2009 udał się na krótkie, dwumiesięczne wypożyczenie do ówczesnego mistrza Peru – ekipy Universidadu San Martín ze stołecznej Limy. W peruwiańskiej Primera División zadebiutował 14 czerwca 2009 w zremisowanym 1:1 spotkaniu ze Sportem Huancayo, zaś pierwszego gola strzelił 28 czerwca tego samego roku w wygranej 4:1 konfrontacji z Juan Aurich. Bezpośrednio po tym powrócił do Tecos, w którego barwach został czołowym pomocnikiem ligi meksykańskiej i w 2010 roku zajął ze swoim klubem drugie miejsce w rozgrywkach kwalifikacyjnych do Copa Libertadores – InterLidze.
W lipcu 2011 Cejas przeniósł się do zespołu CF Pachuca; w ramach transakcji w odwrotną stronę powędrowali natomiast Braulio Luna i Hérculez Gómez. W barwach tej drużyny występował jako podstawowy zawodnik przez półtora roku, nie odnosząc jednak żadnych sukcesów zarówno na arenie krajowej, jak i międzynarodowej, zaś w październiku 2012 doznał poważnej kontuzji kolana, która wykluczyła go z gry na siedem miesięcy. W późniejszym czasie – wraz ze swoim kolegą klubowym Néstorem Calderónem – za sumę 2,2 miliona dolarów został piłkarzem ekipy Santos Laguna z siedzibą w Torreón, w ramach rozliczenia za transfer Daniela Ludueñi i Christiana Suáreza. W 2013 roku dotarł z nią do finału najbardziej prestiżowych rozgrywek północnoamerykańskiego kontynentu – Ligi Mistrzów CONCACAF, natomiast w jesiennym sezonie Apertura 2014 zdobył puchar Meksyku – Copa MX. Na dłuższą metę nie potrafił sobie jednak wywalczyć miejsca w pierwszej jedenastce – w barwach Santosu Laguna grał trapiony kontuzjami przez dwa lata, będąc przeważnie rezerwowym.
Wiosną 2015 Cejas na zasadzie wypożyczenia został zawodnikiem klubu Monarcas Morelia, z którym w 2015 roku zajął drugie miejsce w krajowym superpucharze – Supercopa MX. Początkowo był podstawowym graczem, jednak po upływie sześciu miesięcy stracił miejsce w składzie, a w styczniu 2016 udał się na wypożyczenie po raz kolejny, tym razem do ekipy Puebla FC. Tam spędził kompletnie nieudany rok – pozostawał wyłącznie głębokim rezerwowym walczącego o utrzymanie zespołu, po czym jako wolny zawodnik powrócił do ojczyzny, podpisując umowę z Uniónem Santa Fe.

## Statystyki kariery
| Temperley         | 2002–2003 | Argentyna | Primera B Metropolitana | 2   | 1  | –  | –        | –        | –  | –   | 2   | 1  |
| Temperley         | 2003–2004 | Argentyna | Primera B Metropolitana | 37  | 3  | –  | –        | –        | –  | –   | 37  | 3  |
| Temperley         | 2004–2005 | Argentyna | Primera B Metropolitana | 16  | 4  | –  | –        | –        | –  | –   | 16  | 4  |
| Newell’s Old Boys | 2004–2005 | Argentyna | Primera División        | 1   | 0  | –  | –        | –        | –  | –   | 1   | 0  |
| Newell’s Old Boys | 2005–2006 | Argentyna | Primera División        | 18  | 1  | –  | –        | CL       | 7  | 0   | 25  | 1  |
| Newell’s Old Boys | 2006–2007 | Argentyna | Primera División        | 32  | 2  | –  | –        | –        | –  | –   | 32  | 2  |
| UAG               | 2007–2008 | Meksyk    | Liga MX                 | 30  | 6  | –  | –        | –        | –  | –   | 30  | 6  |
| Monterrey         | 2008–2009 | Meksyk    | Liga MX                 | 8   | 0  | –  | –        | –        | –  | –   | 8   | 0  |
| USMP              | 2009      | Peru      | Primera División        | 5   | 1  | –  | –        | CL       | 1  | 0   | 6   | 1  |
| UAG               | 2009–2010 | Meksyk    | Liga MX                 | 27  | 6  | 3  | 1        | CL       | 2  | 0   | 32  | 7  |
| UAG               | 2010–2011 | Meksyk    | Liga MX                 | 33  | 14 | –  | –        | –        | –  | –   | 33  | 14 |
| Pachuca           | 2011–2012 | Meksyk    | Liga MX                 | 35  | 8  | –  | –        | –        | –  | –   | 35  | 8  |
| Pachuca           | 2012–2013 | Meksyk    | Liga MX                 | 12  | 1  | 1  | 0        | –        | –  | –   | 13  | 1  |
| Santos Laguna     | 2012–2013 | Meksyk    | Liga MX                 | 6   | 0  | –  | –        | LMC      | 2  | 0   | 8   | 0  |
| Santos Laguna     | 2013–2014 | Meksyk    | Liga MX                 | 31  | 4  | 3  | 1        | CL       | 6  | 0   | 40  | 5  |
| Santos Laguna     | 2014–2015 | Meksyk    | Liga MX                 | 12  | 2  | 6  | 0        | –        | –  | –   | 18  | 2  |
| Morelia           | 2014–2015 | Meksyk    | Liga MX                 | 14  | 2  | –  | –        | CL       | 2  | 0   | 16  | 2  |
| Morelia           | 2015–2016 | Meksyk    | Liga MX                 | 8   | 1  | 7  | 3        | –        | –  | –   | 15  | 4  |
| Puebla            | 2015–2016 | Meksyk    | Liga MX                 | 7   | 0  | –  | –        | CL       | 1  | 0   | 8   | 0  |
| Puebla            | 2016–2017 | Meksyk    | Liga MX                 | 2   | 0  | 4  | 0        | –        | –  | –   | 6   | 0  |
| Unión             | 2016–2017 | Argentyna | Primera División        | 0   | 0  | –  | –        | –        | –  | –   | 0   | 0  |
| Ogółem            |           |           |                         |     |    |    |          |          |    |     |     |    |
| Argentyna         | Argentyna | Argentyna | 105                     | 11  | –  | –  | CL       | 7        | 0  | 112 | 11  |    |
| Meksyk            | Meksyk    | Meksyk    | 225                     | 44  | 24 | 5  | CL + LMC | 13       | 0  | 262 | 49  |    |
| Peru              | Peru      | Peru      | 5                       | 1   | –  | –  | CL       | 1        | 0  | 6   | 1   |    |
| Ogółem            | Ogółem    | Ogółem    | Ogółem                  | 335 | 56 | 24 | 5        | CL + LMC | 21 | 0   | 380 | 61 |

- CL – Copa Libertadores
- LMC – Liga Mistrzów CONCACAF